# Abellion

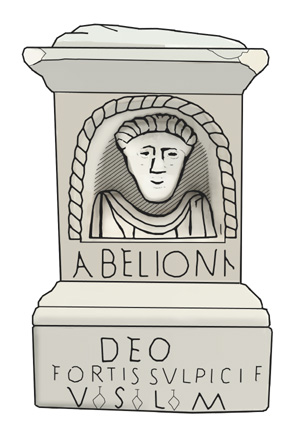
Desenho de um altar votivo galo-romano dedicado a Abellio, encontrado na aldeia de Garin, Haute-Garonne, França

Abellion, Abelio, Abelionni ou Abellios é uma divindade pirenaica, relacionada com o culto do Sol e que terá sido assimilada ao culto de Apolo. A Cruz de Béliou, no vale de Lesponne - um antigo altar votivo composto por uma cruz esculpida com uma face redonda que provavelmente faz referência ao sol é um dos mais famosos vestígios do seu culto. Mais vestígios desse gênero podem ser encontrados em Cardeilhac, Aulon, Saint Béat, Saint Aventin, Saint Bertrand, Montauban de Luchon, entre outras localidades dos Pireneus Centrais, construídos pelas populações locais, imitando o costume da ereção de altares pelos romanos.
Era um deus cultuado no Vale do Garonne na Gália Aquitânia (hoje sudoeste da França), conhecido principalmente por um número de inscrições que foram descobertas em Cominges. Ele pode ter sido um deus das macieiras.
Alguns estudiosos postularam que Abellio é o mesmo nome de Apolo, que em Creta e outros lugares era chamado de Abelios (grego Αβέλιος) e pelos italianos e alguns dórios de Apello, e que a divindade é a mesma que o Apolo gálico mencionado por César, e também o mesmo que Belus ou Belenus mencionado por Tertuliano e Herodiano.
Outros estudiosos tomaram a posição contrária de que Abellio pode ter sido uma deidade solar semelhante de origem celta, em Creta e nos Pireneus, mas o cretense Abellio pode entretanto não ser o mesmo deus que o celta, mas uma manifestação diferente, ou forma dialetal, do deus grego Apolo ou o nome dele.
A divindade pirenaica era relacionada com o culto do Sol e que teria sido assimilada ao culto de Apolo. A Cruz de Béliou, no vale de Lesponne (um antigo altar votivo composto por uma cruz esculpida com uma face redonda que provavelmente faz referência ao Sol) é um dos mais famosos vestígios do seu culto. Mais vestígios desse gênero podem ser encontrados em Cardeilhac, Aulon, Saint Béat, Saint Aventin, Saint Bertrand, Montauban de Luchon, entre outras localidades dos Pireneus Centrais, construídos pelas populações locais, imitando o costume da ereção de altares pelos romanos.